# Palazzo Borromeo (Isla Bella)
El Palacio Borromeo es un palacio del siglo XVII ubicado en Isola Bella, en el lago Maggiore (municipio de Stresa, provincia de Verbano-Cusio-Ossola), cuyos jardines se extienden hasta el extremo sur del islote. Pertenece a la familia Borromeo.

## Historia

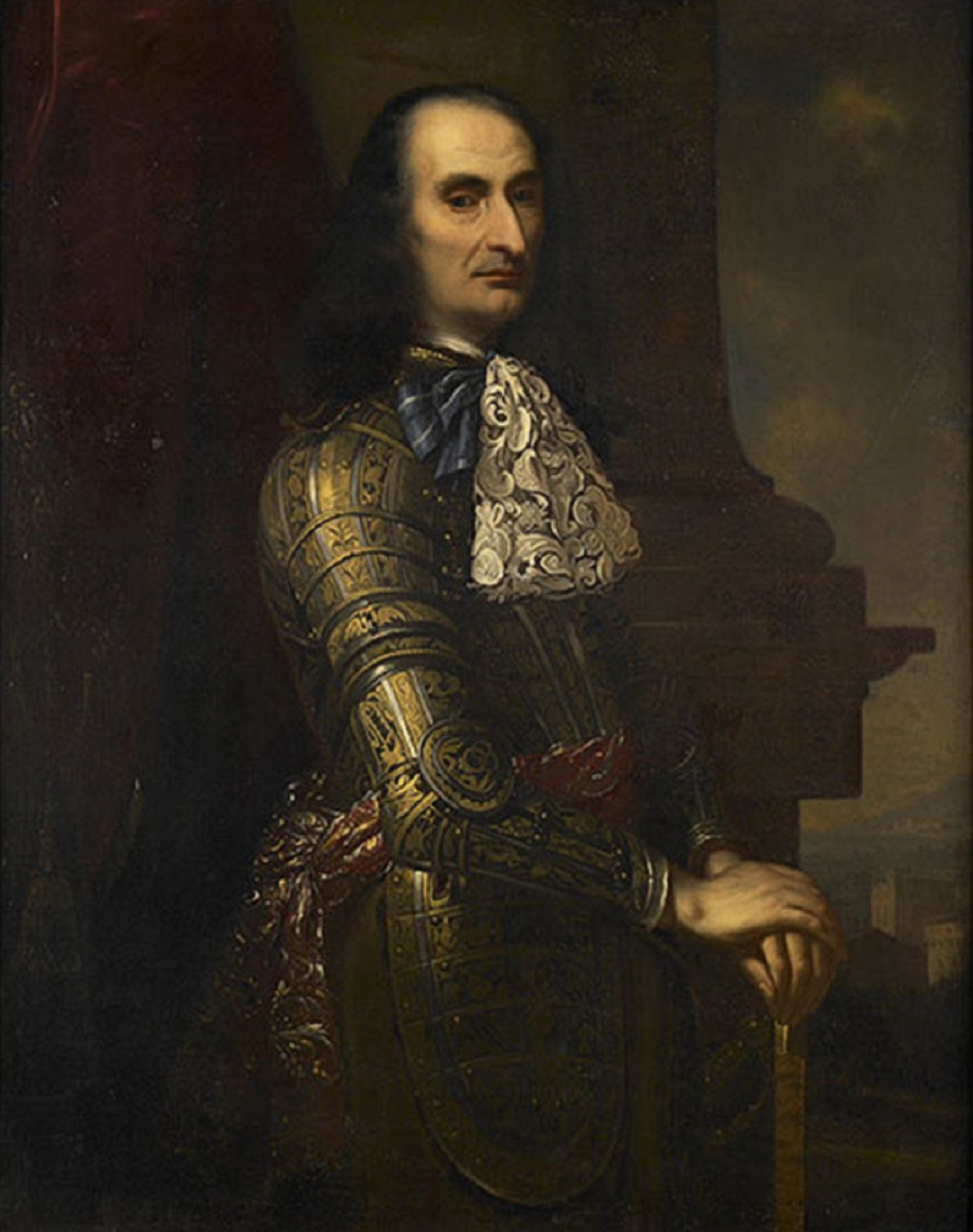
Vitaliano VI Borromeo completó el palacio iniciado por su padre e inició Isola Bella con su esplendor actual

Algunos terrenos de isla Bella fueron compradas (entonces llamada "isla inferior") por Giulio Cesare Borromeo, tío de San Carlo, en el siglo XVI, quien ya era dueño de la cercana Isola Madre (comprada en 1501 por su padre). En ese momento la isla estaba habitada solo por unas pocas casas de pescadores con dos pequeñas iglesias y algunas huertas.
Fue el conde Carlo III Borromeo quien le dio a la isla el nombre de su esposa, Isabella d'Adda, de ahí Isola Isabella y más tarde Isola Bella. Compró terrenos adicionales hasta que se convirtió en el dueño de toda la isla y luego comenzó la construcción del palacio a partir de 1632 . Al mismo tiempo, entre 1631 y 1634, el arquitecto Giovanni Angelo Crivelli creó el diseño general de los jardines, con la idea de dar a la isla la forma escénica de un barco. Para crear las terrazas de tierra necesarias para el crecimiento de la hierba y las plantas del parque, se transportaba una gran cantidad de tierra en barcos desde la orilla, con el fin de cubrir el suelo rocoso que formaba la isla. En el lado oeste se erigió la "Torre della Noria", sede oculta de los sistemas de fontanería necesarios para el riego. El jardín albergaba naranjos, limoneros, bojes y cipreses, mezclados con cultivos de plantas útiles.
Hacia mediados de siglo, las obras sufrieron un revés a causa de la epidemia de peste que afectó a todo el ducado de Milán, pero entre 1652 y 1690 se reanudaron gracias a la iniciativa del hijo de Carlos III, Vitaliano VI, que con el apoyo de su hermano, el cardenal Giberto Borromeo, completó la estructura, decorándola por su arquitecto, Francesco Borromini, con decoraciones de piedra: balaustradas, estatuas, obeliscos, jarrones. Otros arquitectos de renombre de la época como Francesco Maria Richini y Carlo Fontana continuaron las obras. En la planta baja, una serie de habitaciones que daban al jardín estaban decoradas en una cueva.

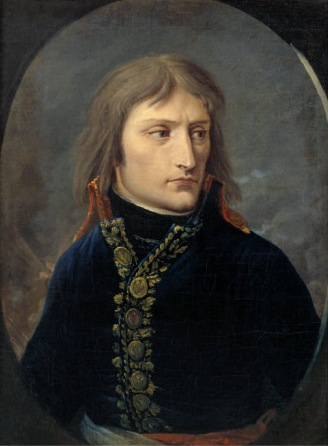
Napoleón Bonaparte se quedó en Isola Bella en 1797 después de su campaña italiana

En el jardín se abandonó la construcción del "Casino" central que se había proyectado y se demolió el oratorio de San Rocco, construyéndose en su lugar un sistema de cámaras subterráneas. En 1675, para resolver la falta de alineación axial entre el palacio y el jardín, se construyó el "atrio de Diana", con dos escaleras curvas algoescalonadas.
El conde Giberto recibió a Napoleón en el palacio de la isla con su esposa Josephine de Beauharnais, así como con la princesa de Gales, Carolina Amalia de Brunswick .
Con Vitaliano IX (1792-1874), experto en botánica, se introdujeron en los jardines plantas exóticas, invernaderos y un nuevo sistema de bombeo de agua.
El palacio fue completado por el Príncipe Vitaliano X (1892-1982) quien terminó la fachada norte y el muelle conectado y construyó el gran salón basado en el proyecto original.

## Descripción

### Palacio
Caracterizado por una planta en forma de T, se alza en el extremo norte de la isla, dominado por la larga fachada de los años 80 m lineal, con el saliente curvilíneo del salón de honor en el centro, desarrollado en dos plantas y cubierto por un techo abovedado.
La capilla del edificio, también en la planta baja, alberga objetos que pertenecieron a San Carlo Borromeo y al cardenal Federico, así como tres monumentos sepulcrales de personajes de la familia.

En el primer piso, alrededor de la sala central, hay salas decoradas y amuebladas, incluida la sala de Napoleón, donde se alojó en 1797, la sala del Trono y la sala de Música, donde se celebró la conferencia de Stresa en 1935, entre Benito Mussolini, Pierre Laval y Ramsay MacDonald .

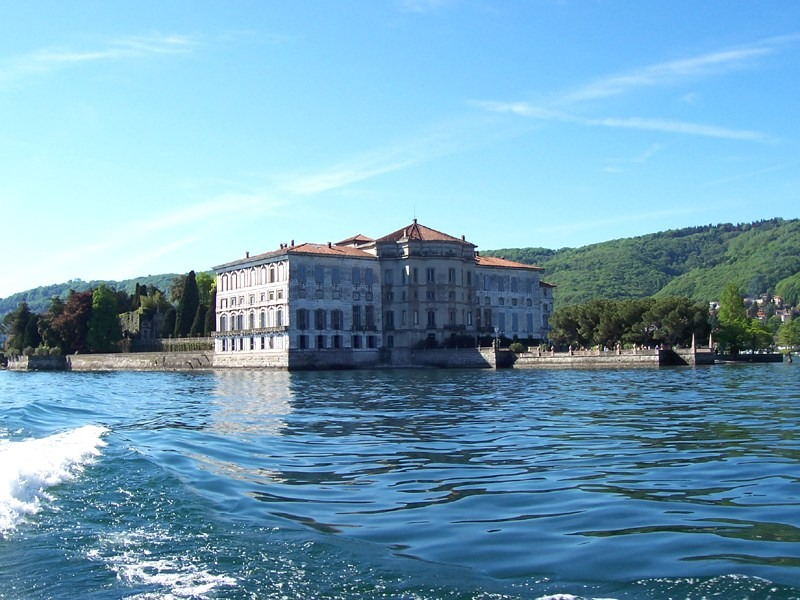
la fachada norte
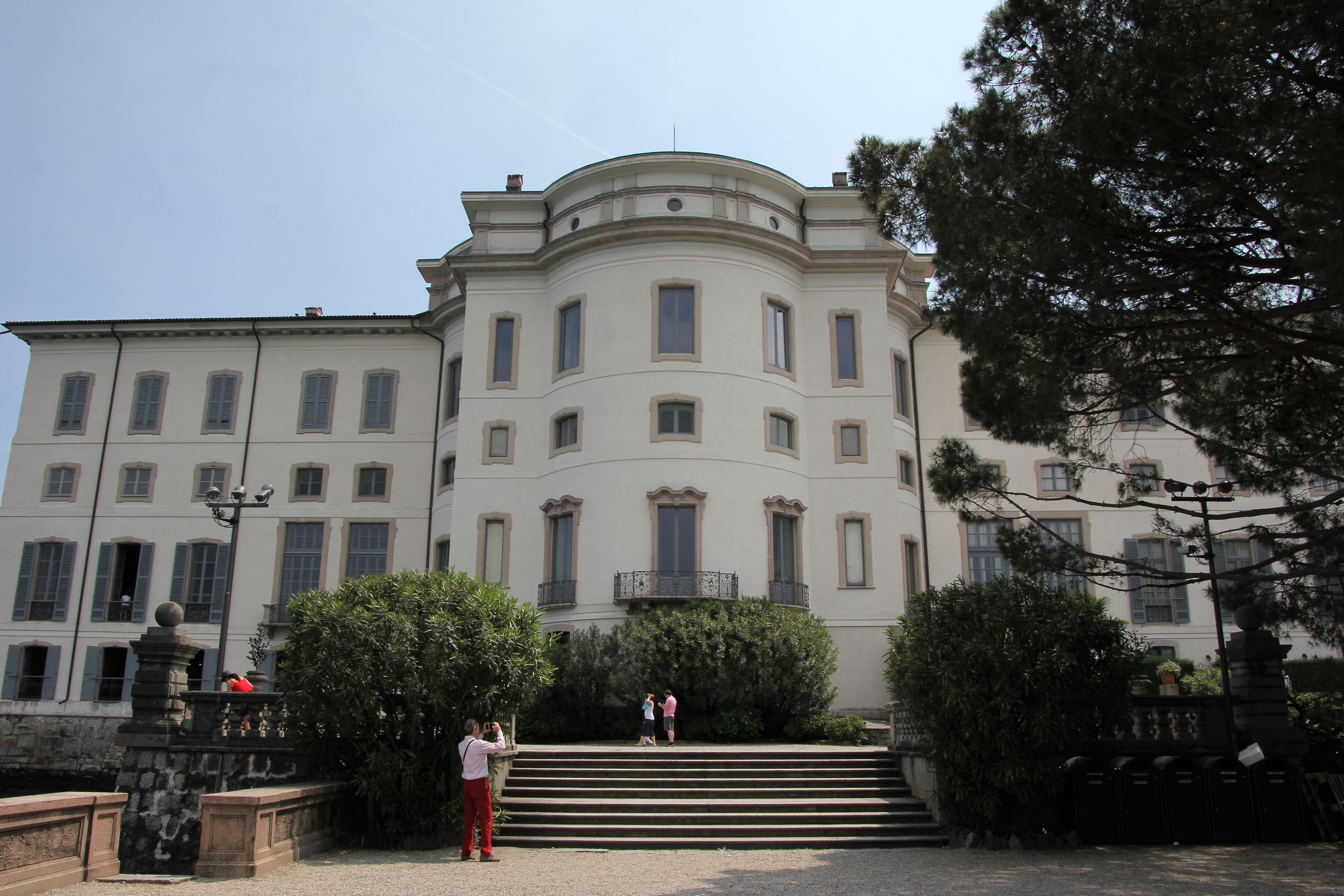
lado norte
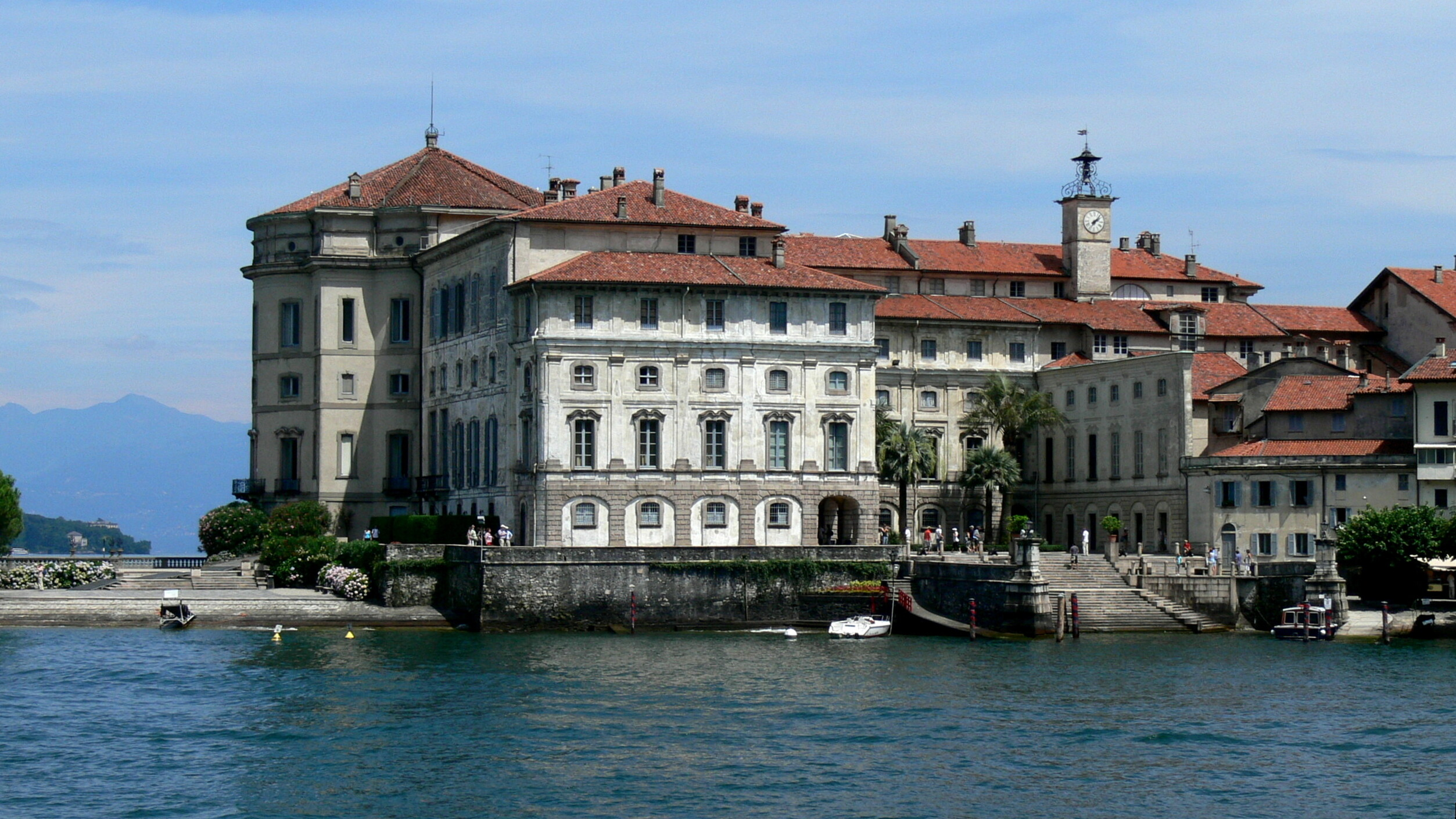
Lado oeste
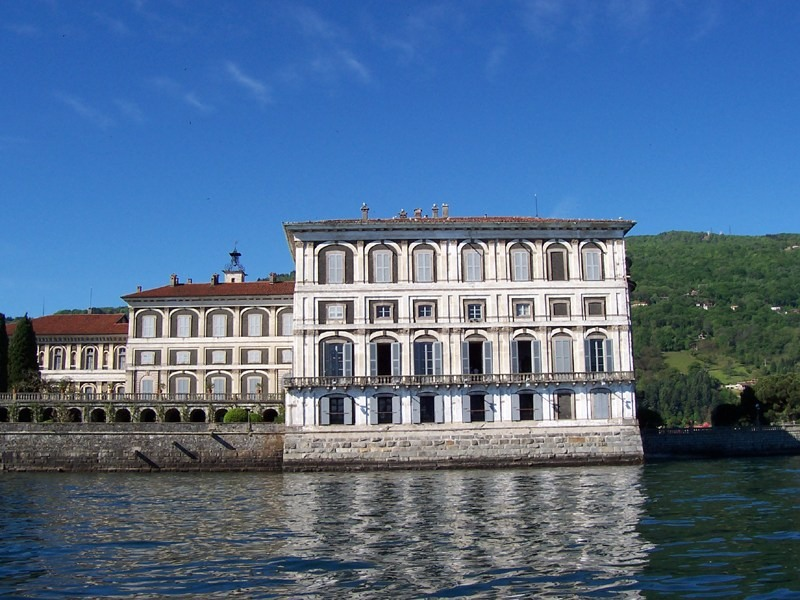
Lado este
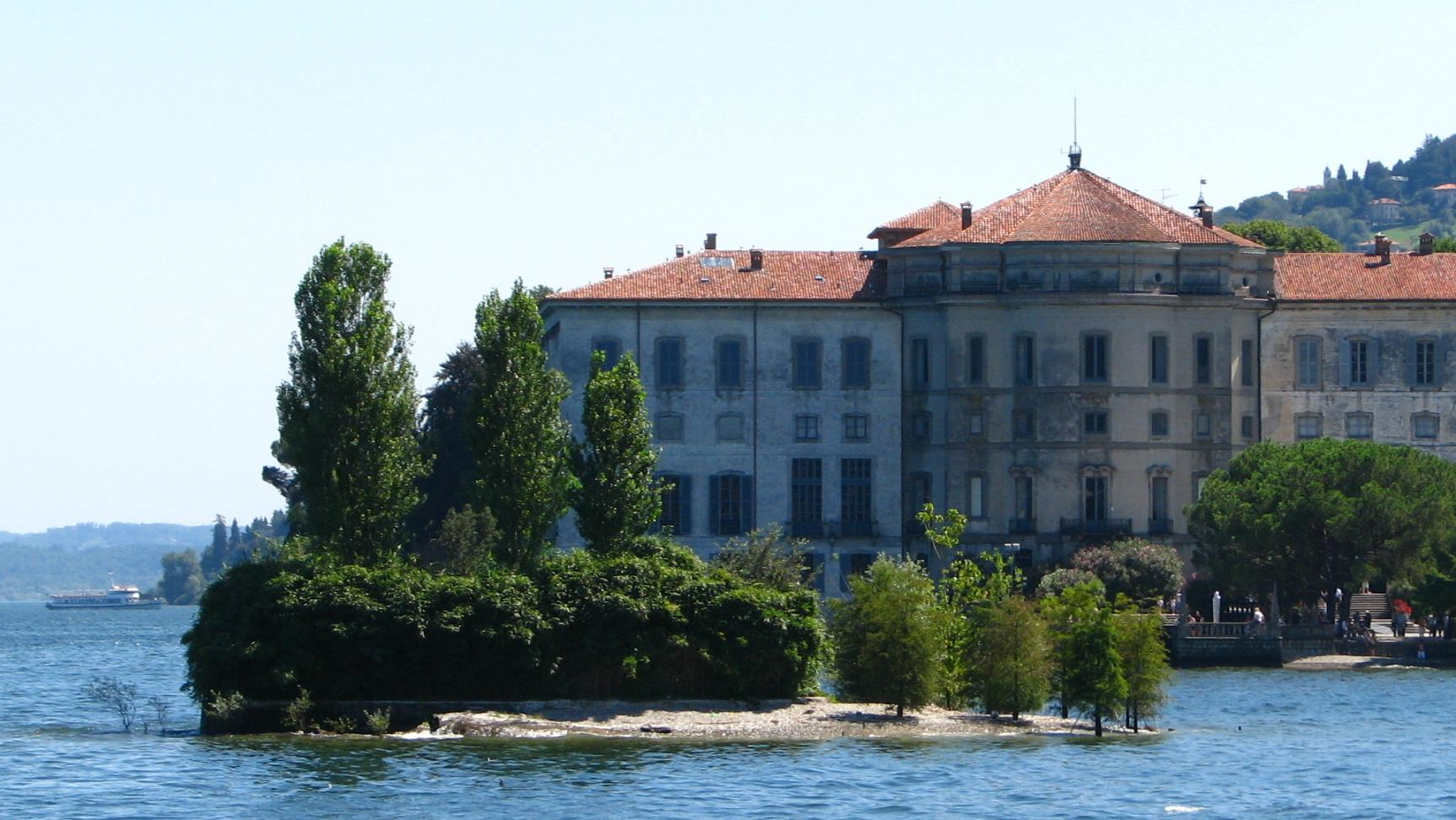
Detrás de la roca de Malghera

Los interiores del edificio albergan pinturas de pintores conocidos, como Luca Giordano, Francesco Zuccarelli y Pieter Mulier, conocido como il Tempesta. En la galería de los Tapices hay tapices flamencos del siglo XVI con escenas de animales que simbolizan la lucha entre el Bien y el Mal .
En 2008 también se reabrió al público la galería de Pinturas (o del General Berhier), donde se conserva la colección de pinturas de los Borromeo, con obras de Rafael, Correggio, Tiziano y Guido Reni, junto con la Sala de la Reina y la Sala del Trono.

En la planta baja, una serie de estancias con decoración rupestre se abren hacia el jardín, con motivos decorativos formados por guijarros y pequeñas piedras.

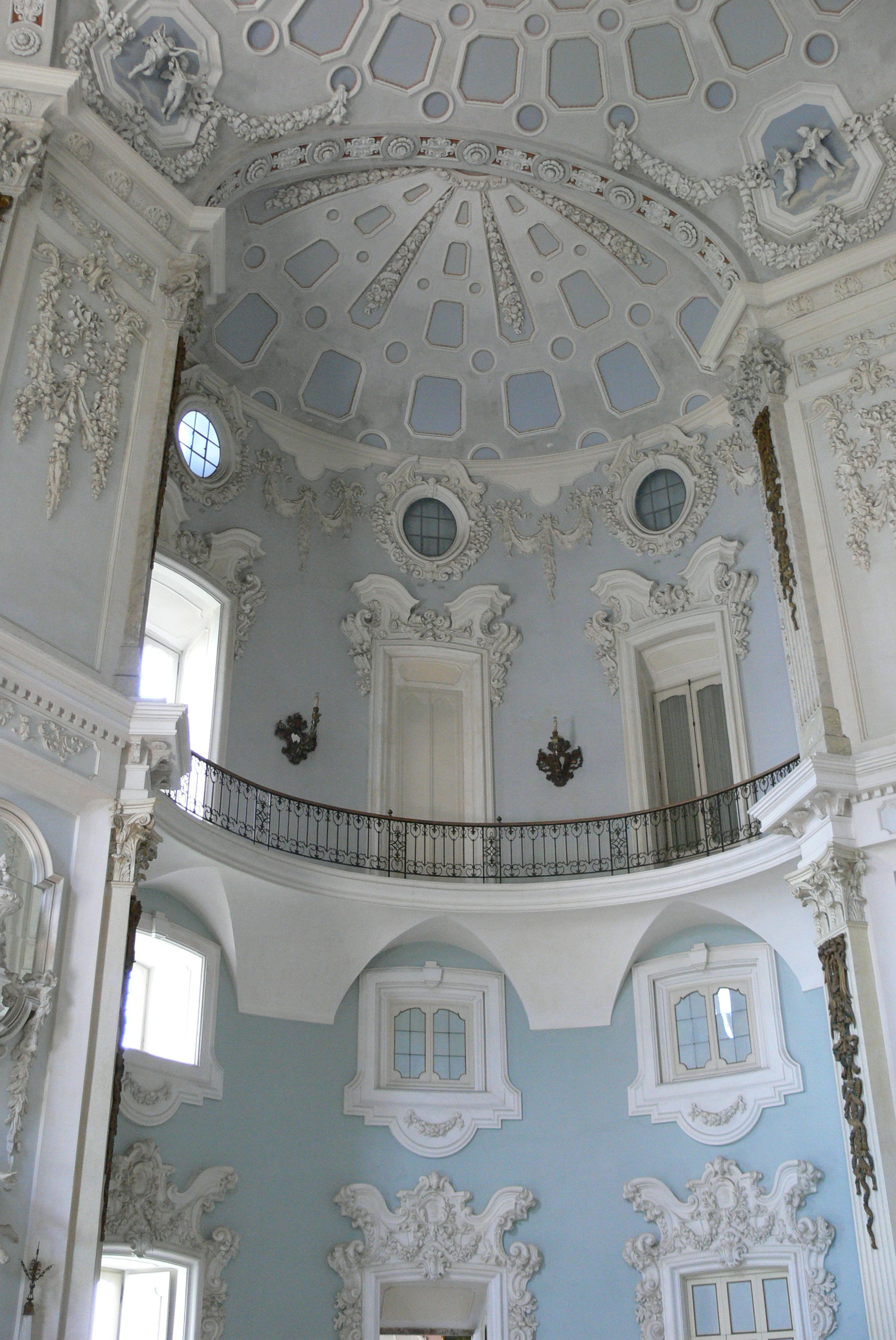
salón central
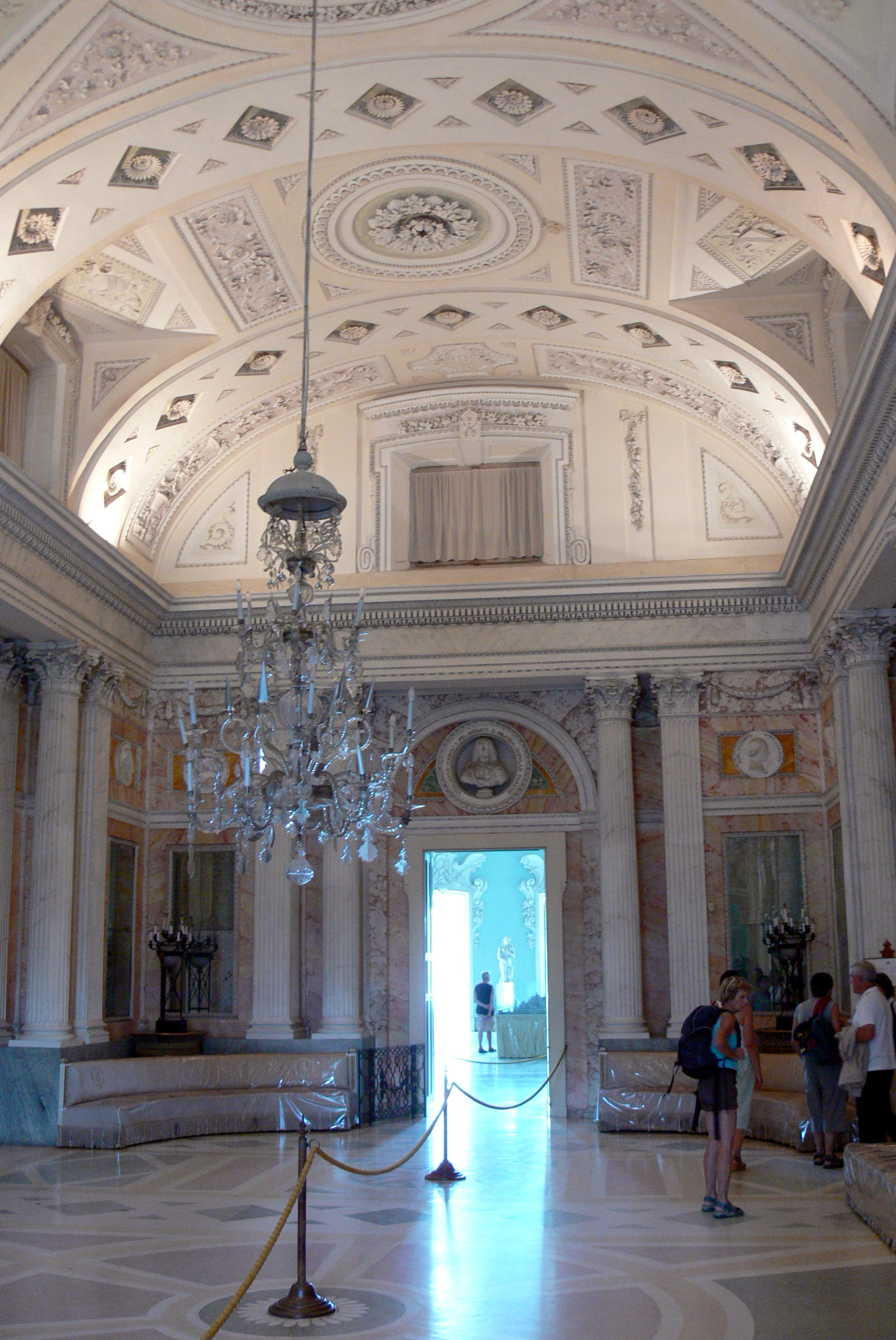
Salón de baile
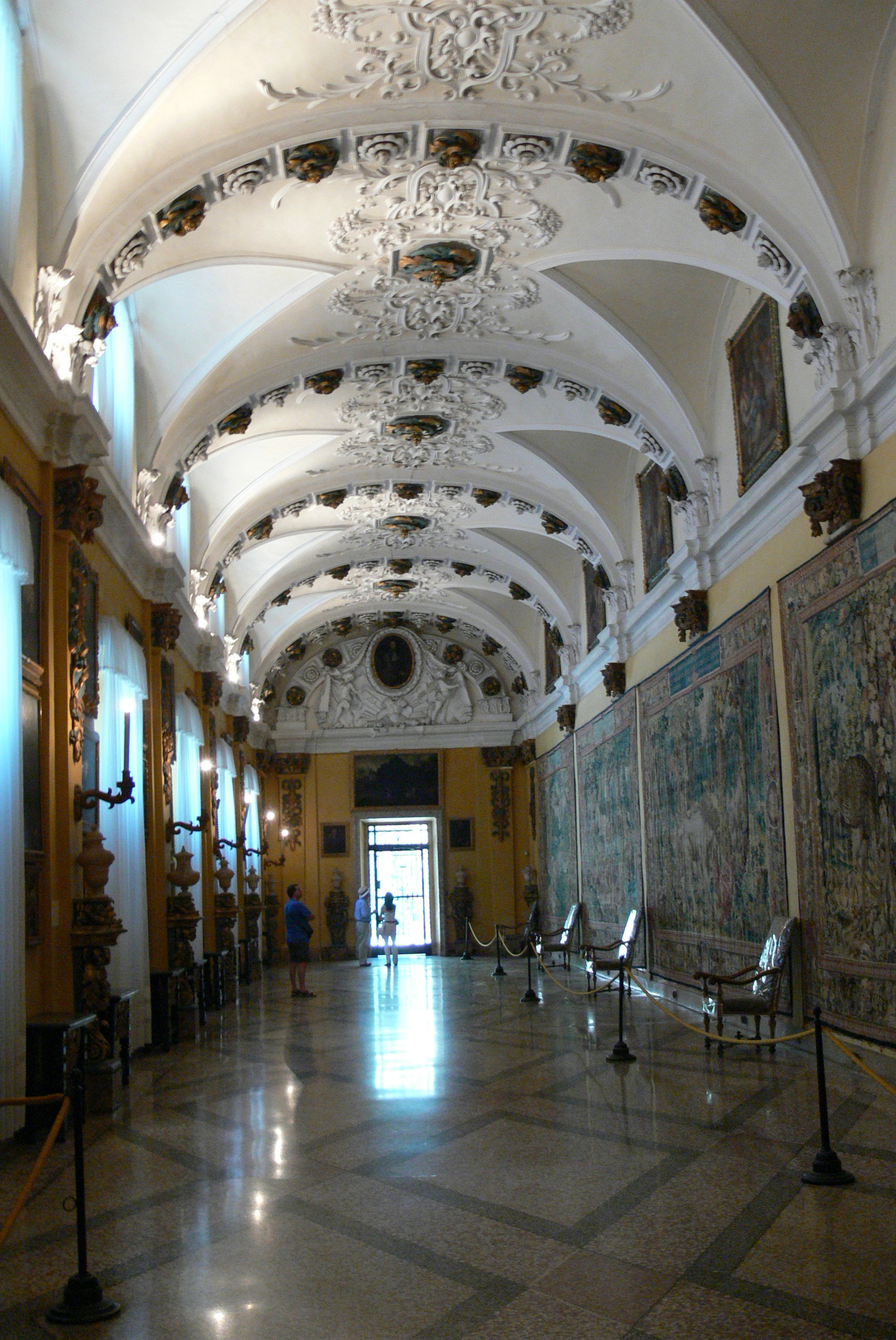
Galería de tapices
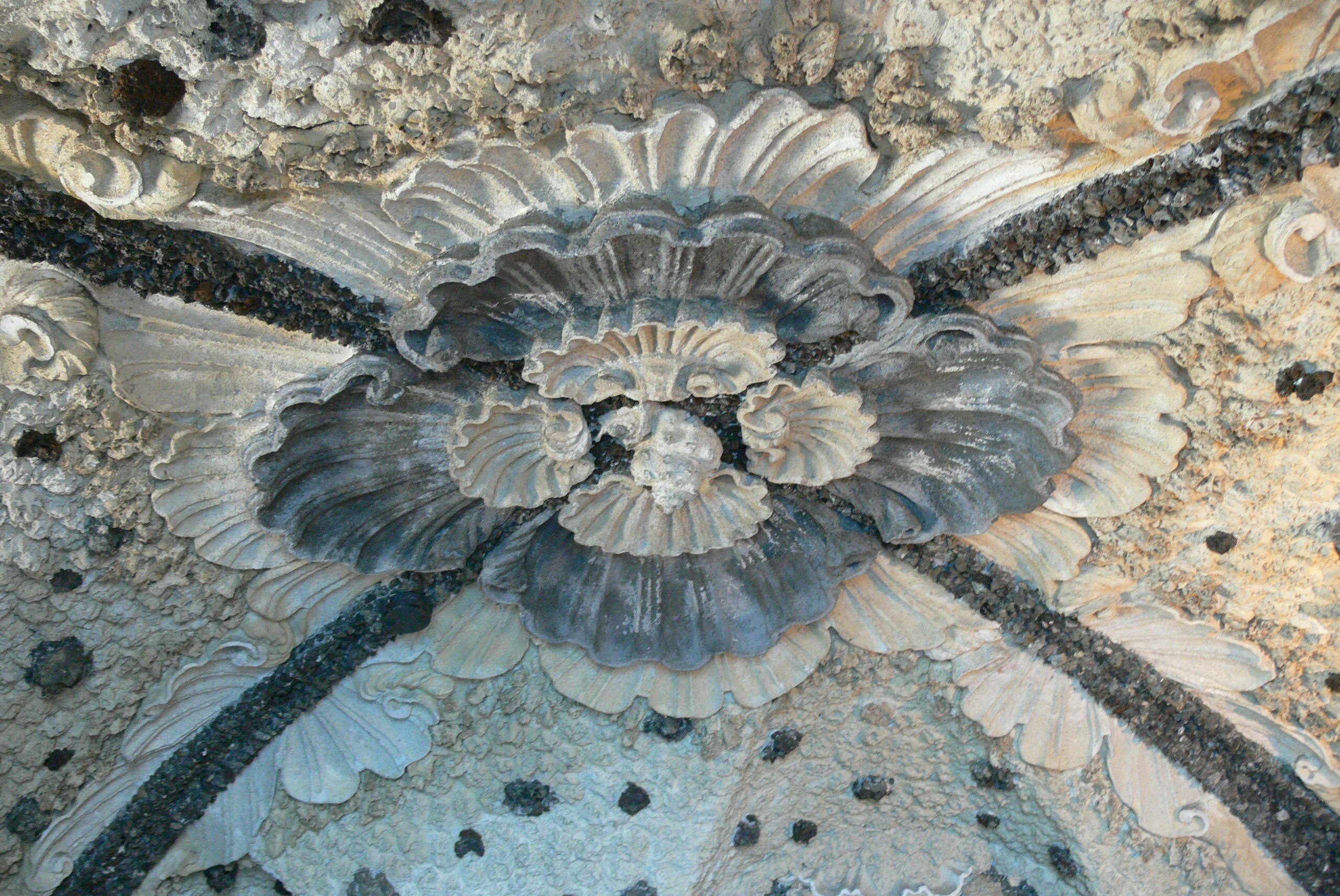
Decoración de las "cuevas" en la planta baja

### Jardines

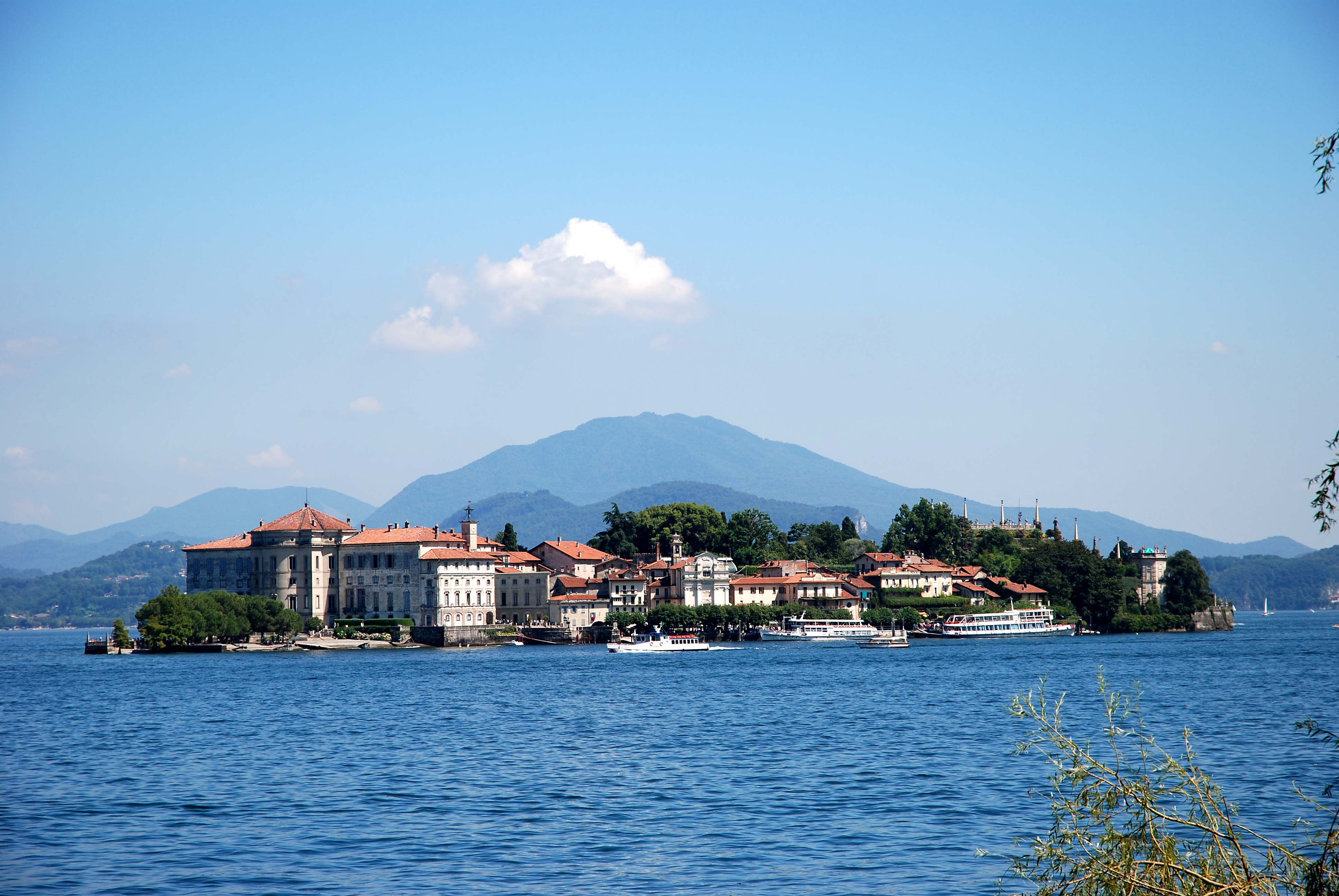
El palacio y los jardines vistos desde el oeste

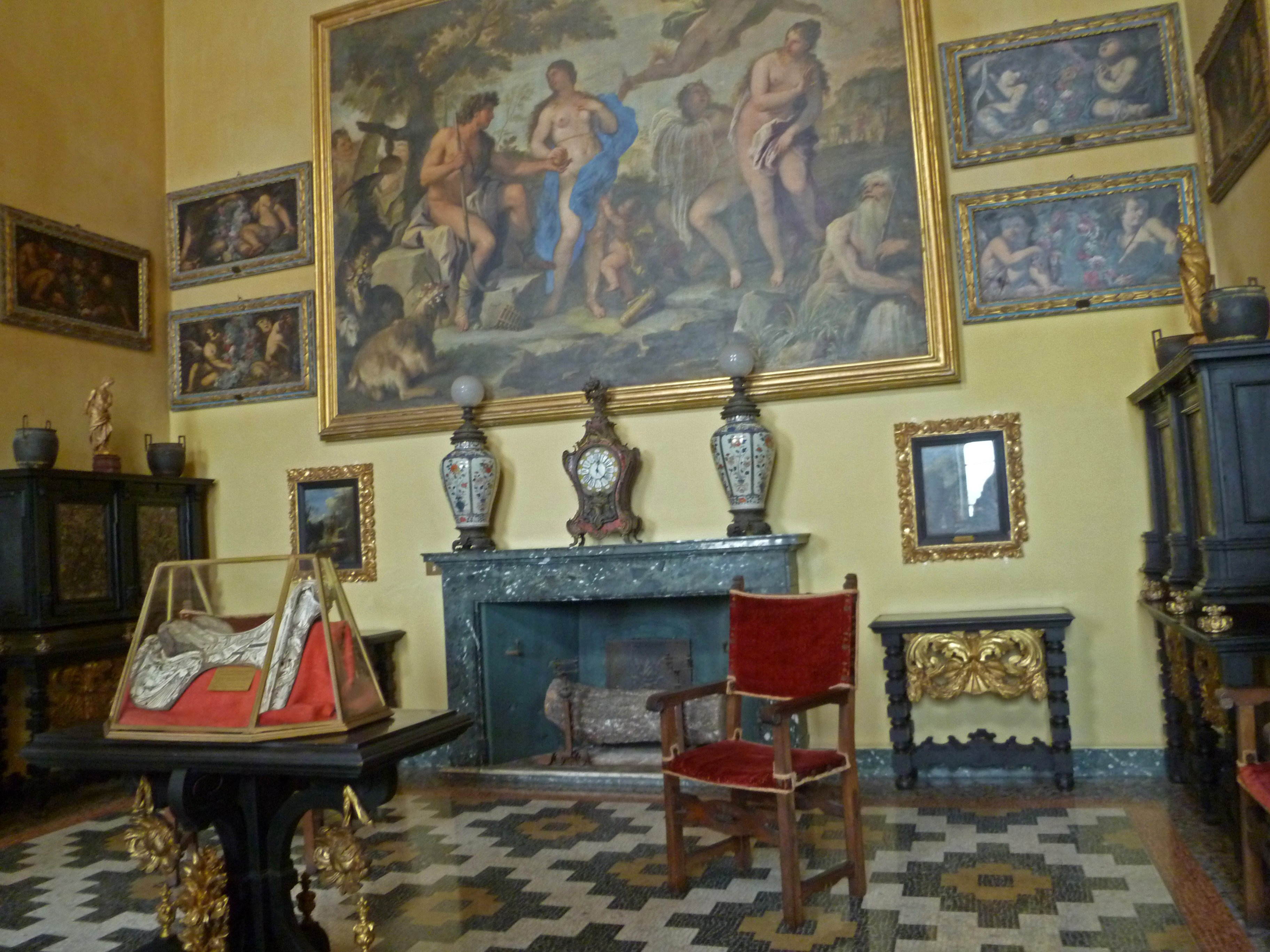
La habitación de Luca Giordano

A los jardines se accede a través del "atrio de Diana", un espacio abierto de planta poligonal cerrado en la parte inferior por una hornacina con una estatua de la Diosa, a cuyos lados arrancan dos escalinatas curvas: la planta y la disimetría oculta de las dos escalinatas ocultan el desajuste entre palacio y jardines.
Desde aquí se pasa al "plan de Alcanfor", llamado así por un monumental árbol Cinnamomum camphora, plantado en 1820. En seis macizos de flores dispuestos simétricamente hay numerosas plantas exóticas.
En el lado sur, el suelo de Camphor está dominado por el "Teatro Massimo", dividido en tres exedras superpuestas y caracterizado por numerosas estatuas.Escaleras conducen a la terraza superior, mientras que los lados descienden con cuatro gradas estrechas en forma de pirámide.

Al sur está el "jardín Quadro", dispuesto con un estanque central y macizos de flores simétricos decorados con setos de boj. En la esquina sureste, el "jardín triangular" en el nivel inferior y el "estante al este". En el lado noreste se puede admirar el "jardín privado".

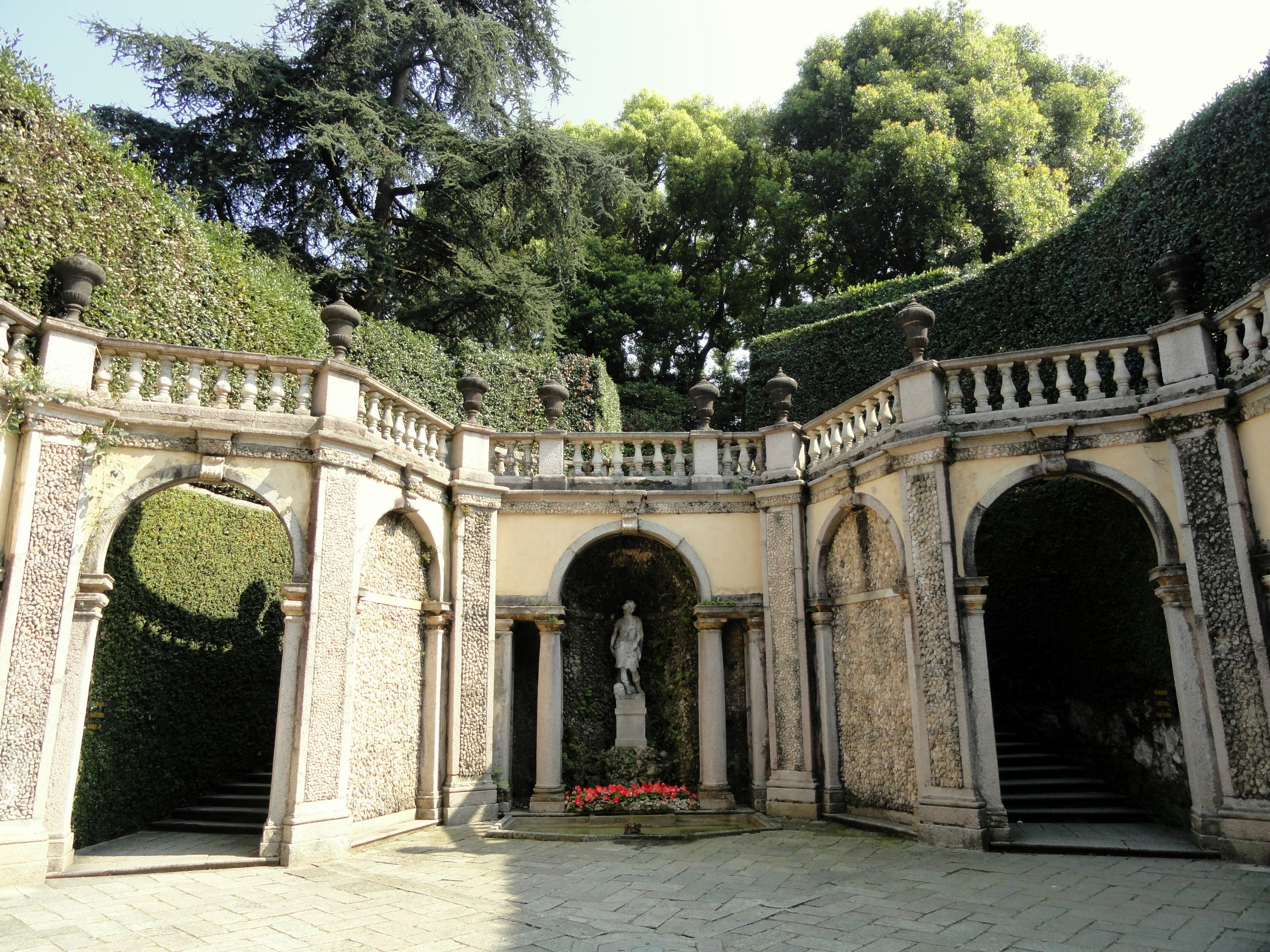
Atrio de Diana
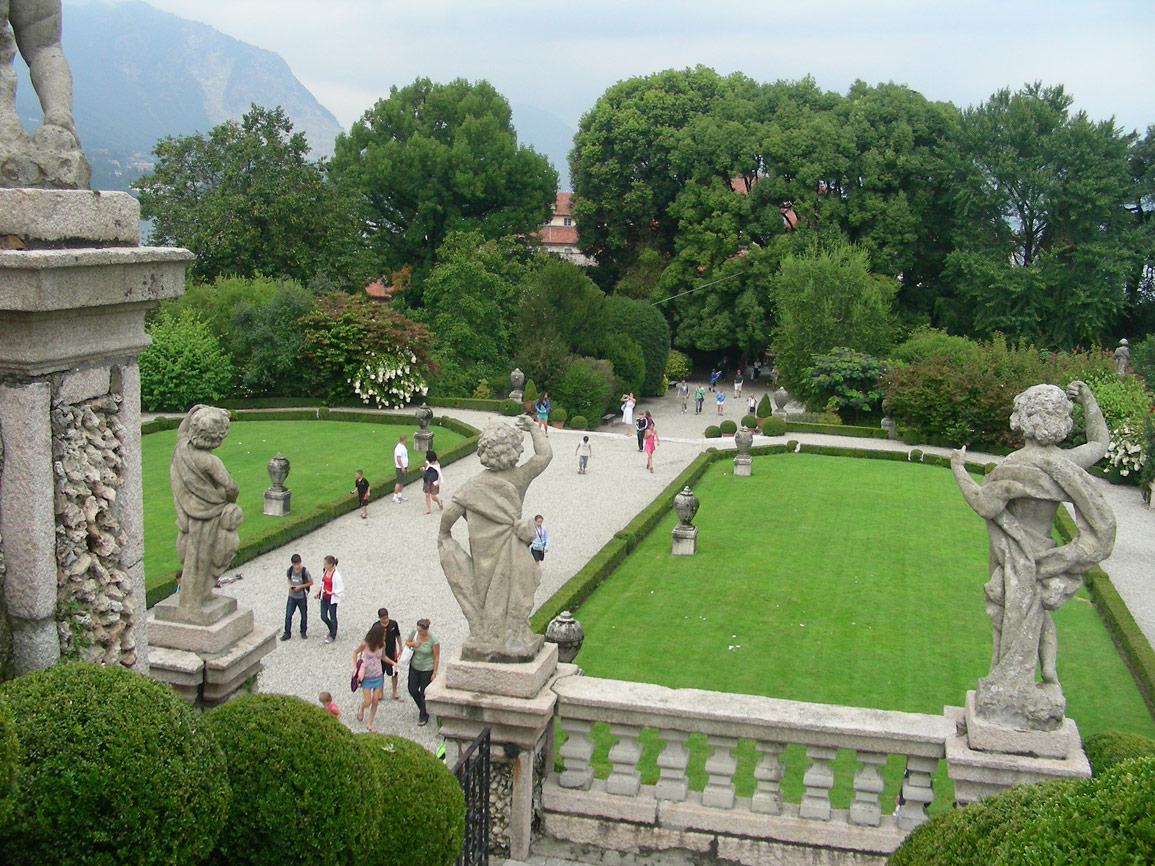
Plan Alcanfor, visto desde el Teatro Máximo. Al fondo, el alcanforero centenario
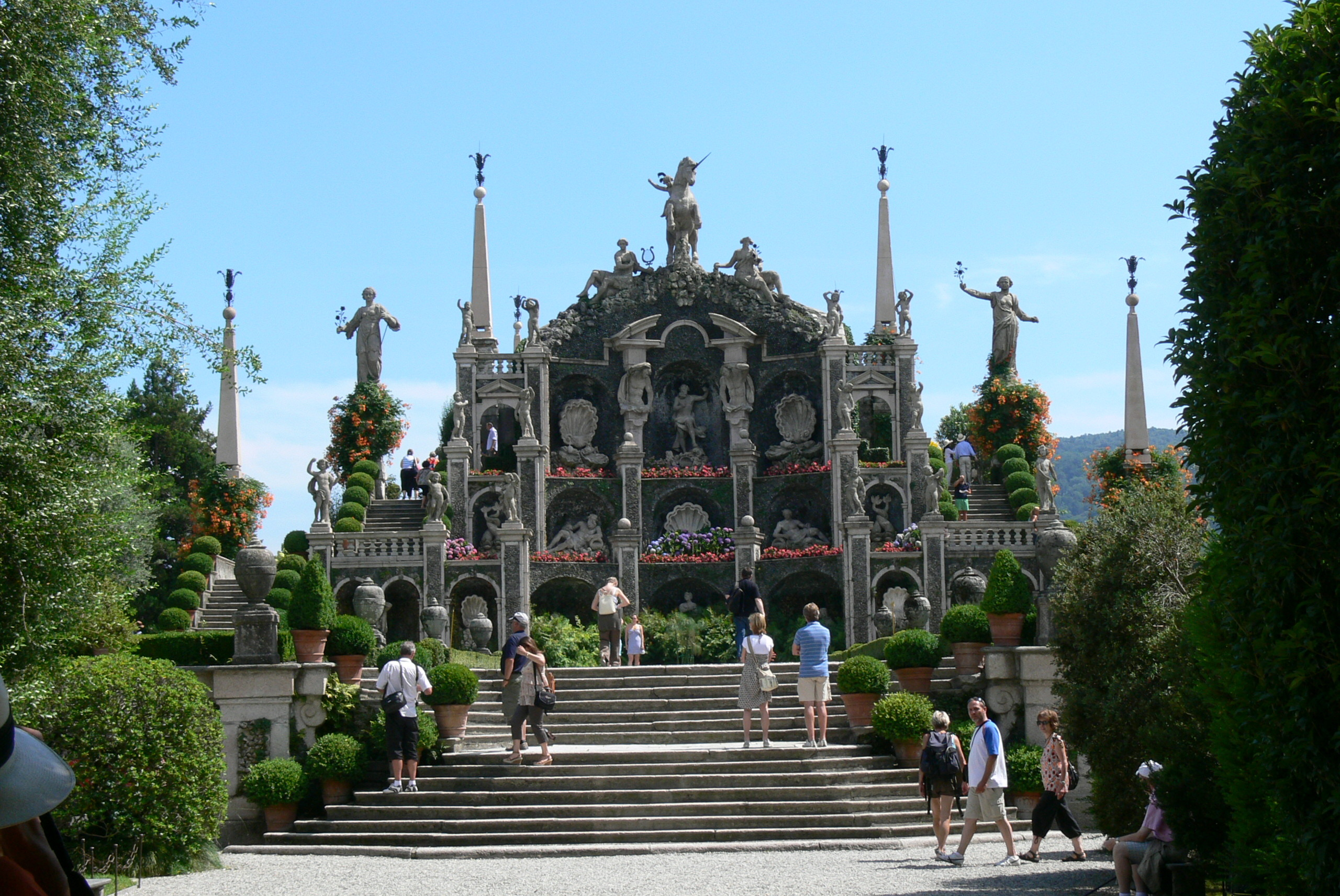
Máximo teatro
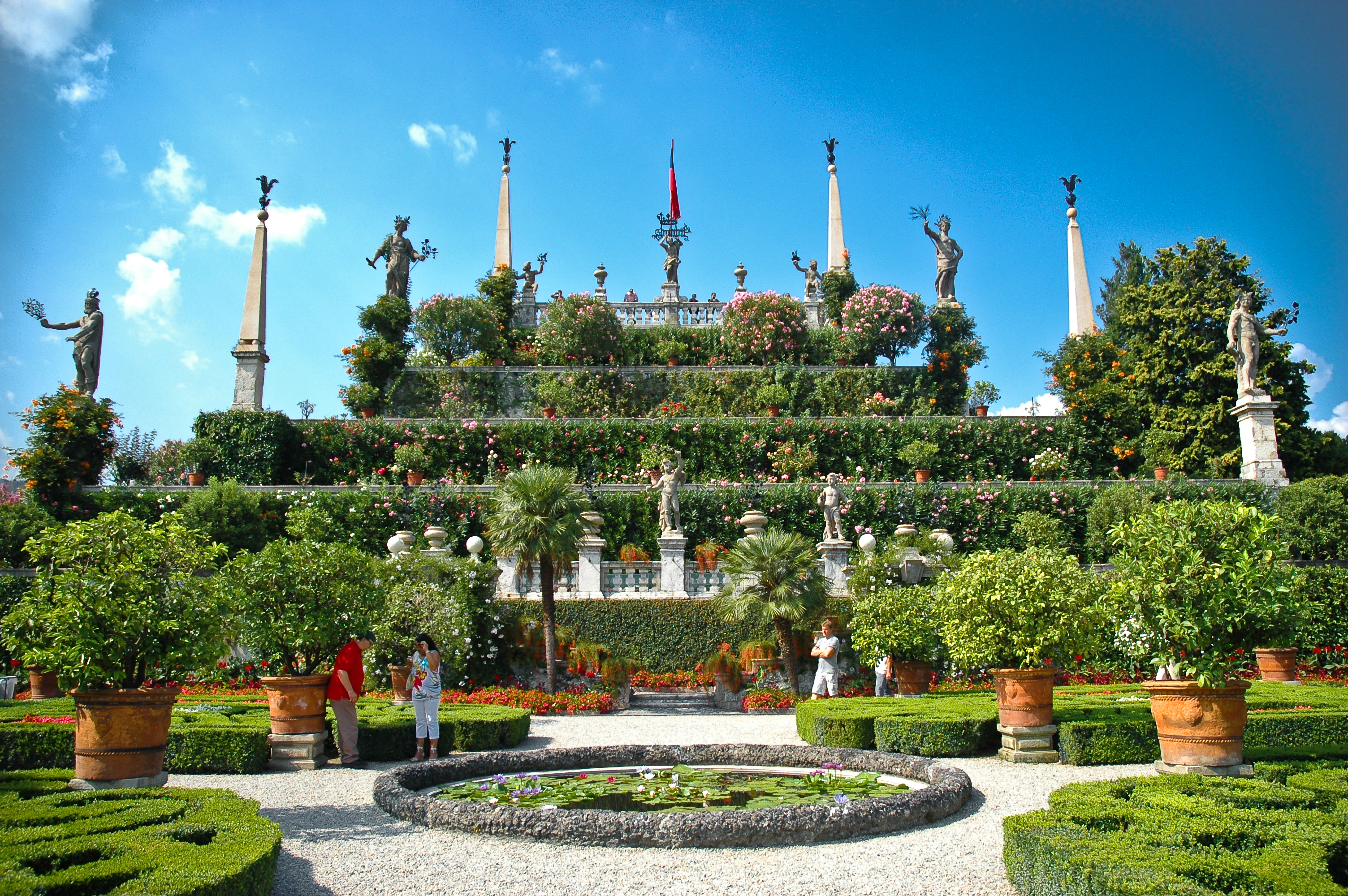
Lado sur de la "pirámide"
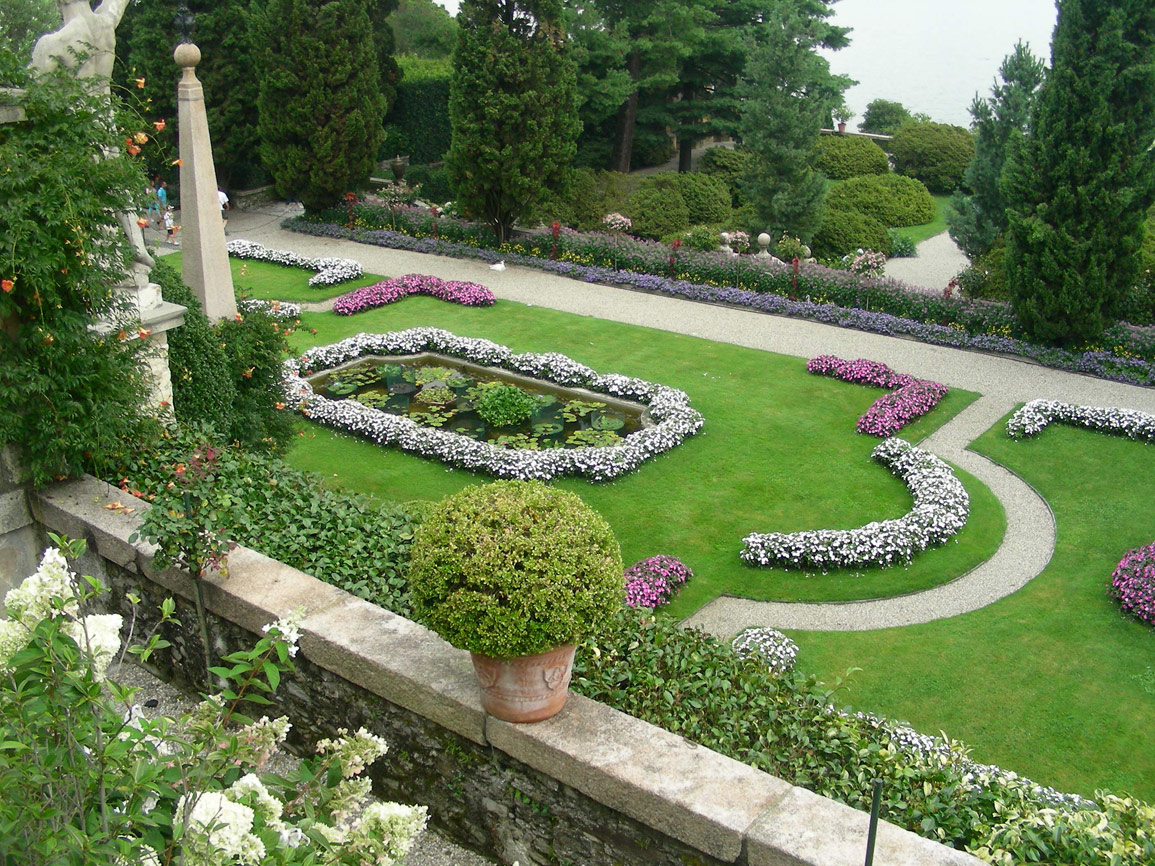
estante este
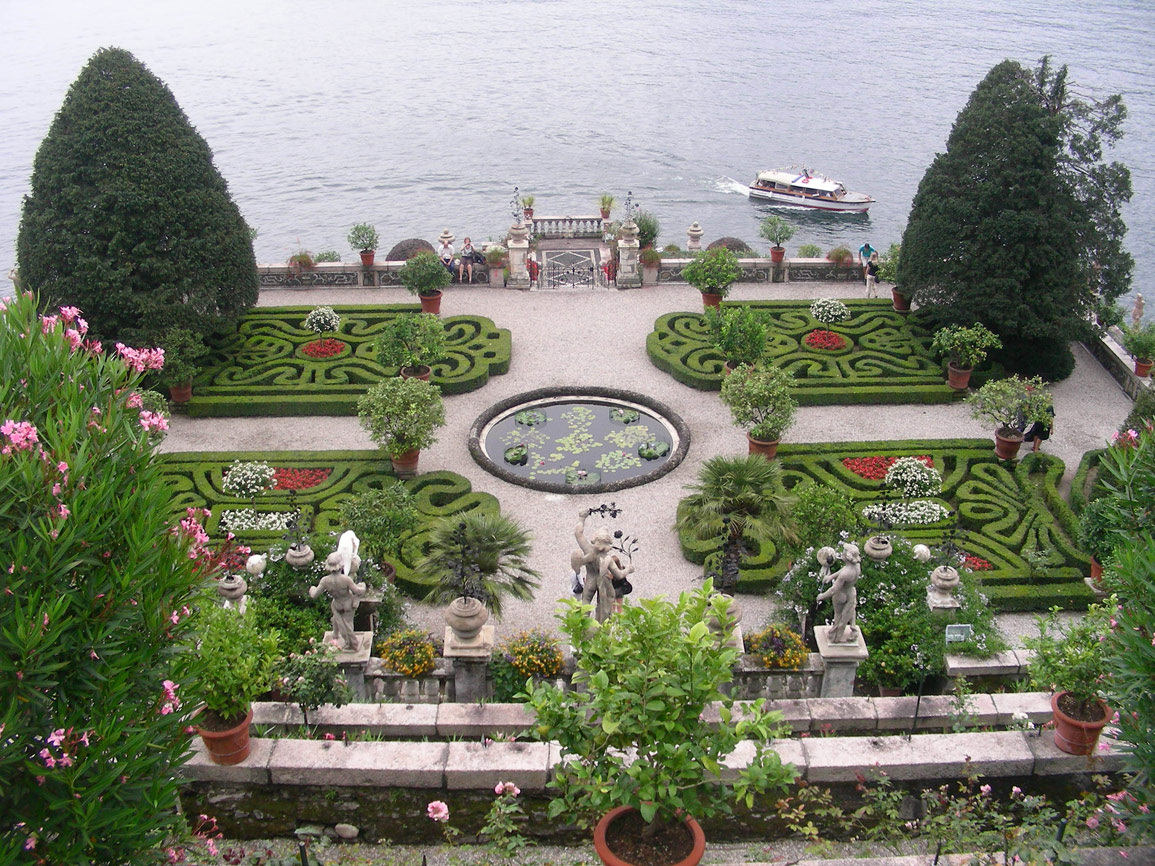
Marco de jardín
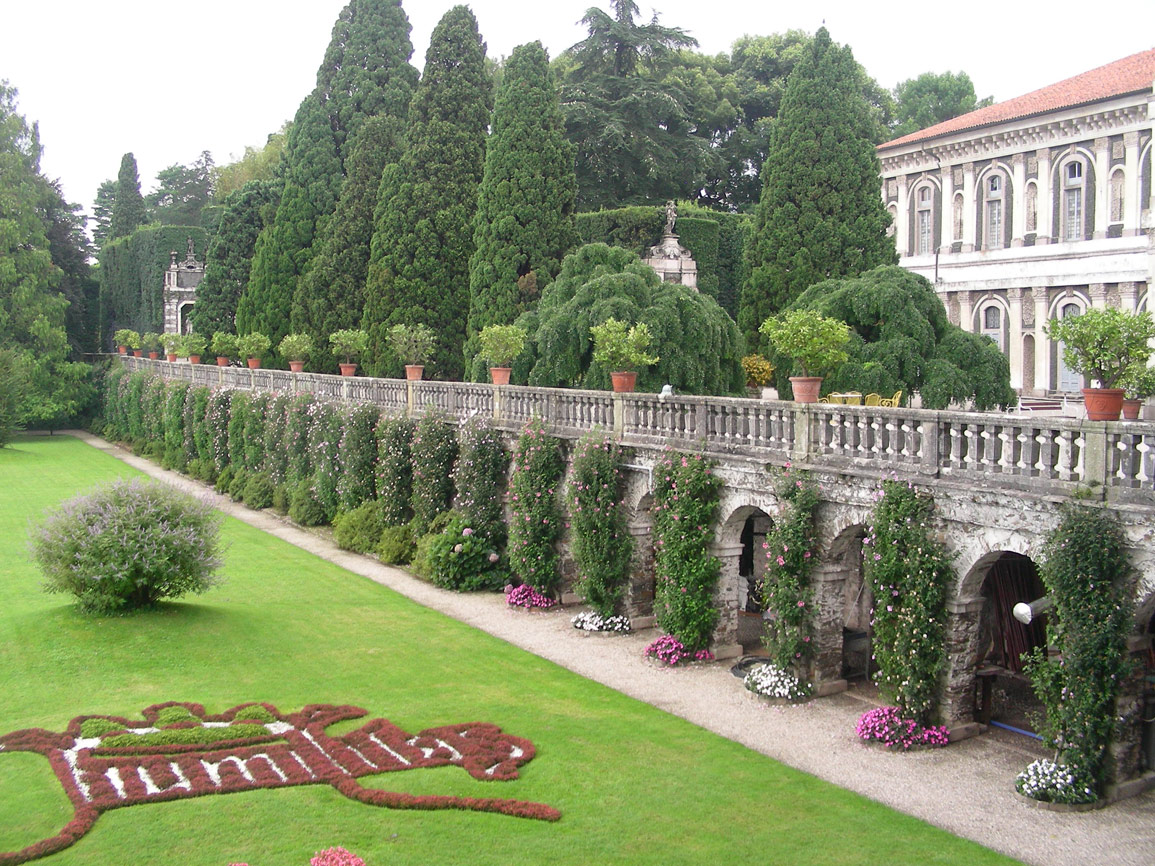
Jardín privado